# Племохоя

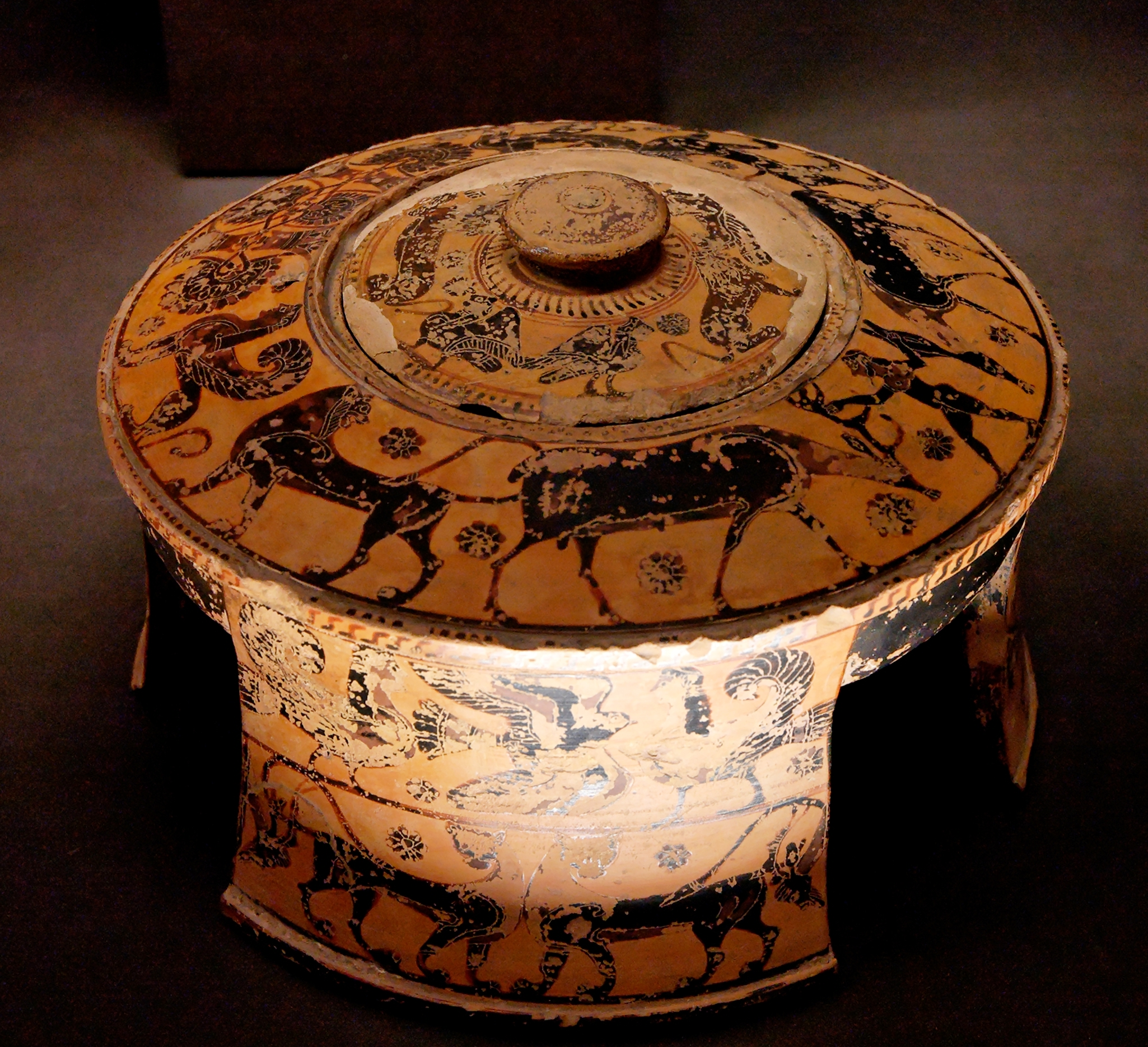
Тринога племохоя, 580—570 до н. е., Егіна

Племохоя, також Екселіптра — давньогрецька посудина кулястої форми на високій підставці (іноді кількох ніжках) із кришкою, увінчаною кулястою голівкою. Використовувалася племохоя для зберігання пахощів, а також використовували у весільних обрядах.